# Конгресс по правам женщин (1878)
Интернациональный конгресс по правам женщин — феминисткое собрание, которое произошло в Париже с 25 июля по 9 августа 1878 года.

## История

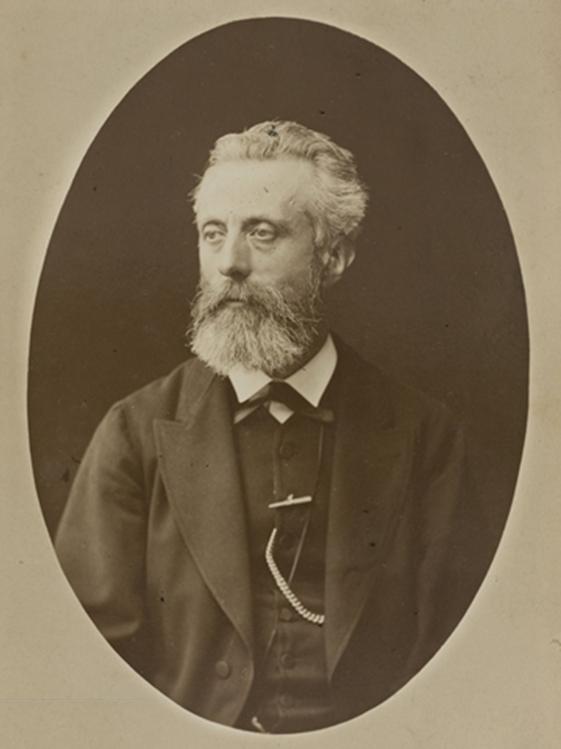
Леон Ришер. (Leon Richer) в 1890 г.

Несмотря на то, что проведение интернационального конгресса планировалось с 1873 года, феминистки откладывали его на начало 1878 года. Газета Будущее женщин (фр. L’Avenir des Femmes) Леона Ришера предложила объединить для этой цели добровольцев. Пришла идея, которая дала толчок началу разработки проекта — провести выставку в Париже. В то время в мае, когда выставка была уже готова для посетителей, Леон Ришер решает отложить проведение конгресса. Итальянская феминистка Мария Маллиани ди Траверс снова подняла вопрос проведения мероприятия, и поддержала конгресс необходимой денежной суммой.
Интернациональный конгресс по правам женщин состоялся в Париже с 25 июля по 9 августа 1878 года. Он объединил женщин и мужчин одиннадцати национальностей — французов, англичан, американцев и немцев, всего 600 человек. Было организовано 5 мастерских, в которых приняли участие 219 человек, 113 из которых были мужчинами.
Хотя были рассмотрены многочисленные пункты повестки, одного важного элемента недоставало. Право женщин голосовать не упоминалось. Убертин Оклер, которая подготовила речь на эту тему, должна была опубликовать её. Среди вопросов, которые обсуждались на этом мероприятии, были такие, как право на развод, право на работу, а также право на получение образования. Важной обсуждаемой темой на конгрессе была тема конституции интернационального феминизма, хотя она никогда не была признана официально.
Хотя этот конгресс увенчался успехом, французская пресса её критиковала, отметив отклонения от тем и перенос проекта, нацеленного на улучшение условий жизни для женщин.